# Сакураи, Такахиро
Такахиро Сакураи (яп. 櫻井 孝宏 Сакураи Такахиро, род. 13 июня 1974, Окадзаки, префектура Айти, Япония) — известный японский сэйю, радиоведущий и рассказчик. Сотрудничал с агентством развлечений 81 Produce, с 20 июля 2014 года состоит в агентстве INTENTION, учреждённом одним из его хороших друзей, сэйю Кэнъити Судзумурой. В 2012 году на шестой церемонии Seiyu Awards награждён в номинации «Премия зарубежных поклонников».

## Личная жизнь
В сентябре 2022 года Сакураи признался, что женат на бывшей сэйю. Через месяц, когда об этом стало известно из официальных источников, выяснилось, что у актёра была десятилетняя интрижка со сценаристкой его радиошоу «P.S. Genki Desu. Takahiro», которая не знала, что он женат. Любовница в итоге покинула индустрию, а шоу закрыли.

## Роли
Значимые роли выделены жирным шрифтом.

### В аниме-сериалах
1996
- Bakusou Kyoudai Let's & Go WGP (Леон; Валдгалд)

1997
- Pokémon (Сэнд; комментатор полуфиналов)
- TMNT (Донателло в японском дубляже)

1998
- The Adventures of Mini-Goddess (Кагэро)
- Cardcaptor Sakura (Коити Коно)
- Hamos The Green Chariot (Абель)
- Master Keaton (Ральф)
- The Mysterious Cities of Gold (солдат)

1999
- Digimon Adventure (Тэнтомон)
- Initial D Second Stage (участник команды THUNDERS)
- Kaikan Phrase (Ёсихико «Санта» Нагаи)
- Zoids: Chaotic Century (Хилтс)

2000
- Boogiepop Phantom (хулиган Б)
- Digimon Adventure 02 (Тэнтомон)
- Gate Keepers (Сюн Укия)
- Gravitation (глава)
- Pokémon (АД)

2001
- Angel Tales (Гэнбу но Син)
- Cyborg 009 (2001) (Джоэ Симамура/009)
- Galaxy Angel (Большие мускулы)
- Gene Shaft (Хирото Амагива)
- Hikaru no Go (Каору Кисимото)
- Kasumin (Касуми Сэнта)
- Offside (Нориюки Акэти)
- Prétear (Сасамэ)
- Star Ocean EX (Габриель)
- Zoids: New Century Zero (Бит Клауд)
- «Бейблэйд» (Тонни)

2002
- GetBackers (Кагами Кёдзи)
- Heat Guy J (Бома)
- I"s (OVA) (Сэто Ититака )
- Mirmo Zibang! (Тикку)
- Ojamajo Doremi Dokkān (Хироаки Сибата)
- Princess Tutu (Факир)
- Samurai Deeper Kyo (Кубира)
- Tokyo Underground (Суи)

2003
- Cromartie High School (Такаси Камияма)
- Guardian Hearts (Кадзуя Ватари)
- Kaleido Star (Леон Освальд)
- Lunar Legend Tsukihime (Арихико Инуи)
- The Mythical Detective Loki Ragnarok (Локи (старший))
- Peacemaker Kurogane (Сусуму Ямадзаки)
- Saint Beast (Гэнбу но Син)
- Transformers Armada (Double Face (Sideways))
- Konjiki no Gash Bell!! (Киёмару Такаминэ)

2004
- Cho Henshin CosPrayers (Кулз Присто)
- Diamond Daydreams (Курокава)
- Kyo Kara Maoh! (Юри Сибуя, Моргиф)
- Meine Liebe (Орферус Фюрст фон Мармелад наэ Горц)
- Phantom — The Animation (Рэйдзи Адзума/Цвай)
- Tactics (Харука)
- Tsukuyomi -Moon Phase- (Сэдзи Мидо)
- Zoids: Fuzors (Джене)

2005
- Absolute Boy (Сигэки Кобаякава)
- Black Cat (Дженос Хазард)
- Canvas 2 (Камикура Хироки)
- Gun X Sword (Рей Ленглен)
- Pani Poni Dash! (Сю Момосэ)
- Rozen Maiden (Сиросаки)
- Saint Seiya Hades: Inferno (Дракон Сирю)
- Suki na Mono wa Suki Dakara Shouganai (Фута Китамура (эп. 13))
- «Блич» (Идзуру Кира)

2006
- .hack//Roots (Хасэо)
- Ayakashi: Samurai Horror Tales (The Medicine Seller)
- Code Geass: Hangyaku no Lelouch (Судзаку Куруруги)
- D.Gray-man (Ю Канда)
- D.I.C.E. (Маттиатто)
- Gakuen Heaven (Эндо Кадзуки)
- Major (Наоки Эномото)
- Meine Liebe (Орферус Фюрст фон Мармелад наэ Горц)
- Musashi Gundoh (Кодзиро Сасаки)
- Innocent Venus (Дзин Цурусава)
- Karin (Куробара но Одзи)
- Legend of the Glass Fleet (Мишель/Гиллз)
- Ring ni Kakero 1: Nichibei Kessen Hen (Шэдоу Джун)
- Zegapain (Toga Vital)
- Zero no Tsukaima (Гиш)
- «Братство чёрной крови» (Дзиро Мотидзуки)
- «Шевалье д’Эон» (Максимилиан Робеспьер)

2007
- Jyūshin Enbu - Hero Tales (Рюко)
- Kimikiss (Эйдзи Кай)
- Mononoke (The Medicine Seller)
- Naruto Shippuuden (Сасори)
- Saint Beast: Kouin Jojishi Tenshi Tan (Гэнбу но Син)
- Zero no Tsukaima: Futatsu no Kishi (Гиш)
- Zombie Loan (Сито Татибана)

2008
- Code Geass: Lelouch of the Rebellion R2 (Судзаку Куруруги)
- Hatenkō Yūgi (Альзейд)
- Junjou Romantica (Мисаки Такахаси)
- Kyo Kara Maoh! (Юри Сибуя)
- Saint Seiya The Hades: Elysion (Дракон Сирю)
- Switch OVA (Хал Курабаяси)
- The Tower of Druaga: the Aegis of URUK (Ниба)
- Zero no Tsukaima: Princesse no Rondo (Гиш)

2009
- Bakemonogatari (Мэмэ Осино)
- Genji Monogatari Sennenki (Хикару Гэндзи)
- The Tower of Druaga: the Sword of URUK (Neeba)

2010
- Black Butler (Клод Фаустус)
- Chu-Bra!! (Кэйго Хаяма)
- Digimon Xros Wars (Дорулумон)
- Hyakka Ryouran Samurai Girls (Токугава Ёсихико)
- Nurarihyon no Mago (Кубинаси)
- Otome Yōkai Zakuro (Кэй Агэмаки)
- Sarai-ya Goyou (Яити)
- Soredemo Machi wa Mawatteiru (Уки Исохата)
- The Legend of the Legendary Heroes (Тиир Рамибал)
- Transformers: Animated (Blurr)
- Tatakau Shisho - The Book of Bantorra (Ruruta Coozancoona)
- Uragiri wa Boku no Namae wo Shitteiru (Зесс (Лука Кроссзерия))

2011
- C: The Money of Soul and Possibility Control (Масакаки)
- Dogs Days (Franboise)
- Katte ni Kaizou (Кайдзо Кацу)
- Tegami Bachi Reverse (Джил)

2012
- Devil Survivor 2 (Алкор)
- Fairy Tail (Стинг Эвклиф)
- K (Идзумо Кусанаги)
- Magi: Labyrinth of Magic (Джафар)
- Psycho-Pass (Сёго Макисима)
- Suki-tte Ii na yo (Ямато Куросава)
- Seraph of the end   ( Ферид Батори)

2013
- Uchouten Kazoku (Симогамо Ясабуро)

2014
- «Загадка дьявола» (Атару Мидзороги)

2015
- Hibike! Euphonium (Нобору Таки)
- Osomatsu-san (Осомацу Мацуно)

2016
- Drifters (Абэ-но Сэймэй)
- Hibike! Euphonium 2 (Нобору Таки)
- «Берсерк» (Гриффит)

2017
- Net-juu no Susume (Юта Сакураи)
- Uchouten Kazoku 2 (Симогамо Ясабуро)

2016
- JoJo’s Bizarre Adventure (Рохан Кишибе)

2018
- Satsuriku no Tenshi (Денни Диккенс)
- Tada-kun wa Koi wo Shinai (Шарль де Луар)

2019
- Carole & Tuesday (Спенсер Симмонс)
- Demon Slayer: Kimetsu no Yaiba (Гию Томиока)
- Fruits Basket 1st season (Аямэ Сома)

2020
- Appare-Ranman! (Дилан Джи Ордин)
- Fruits Basket 2nd season (Аямэ Сома)
- Woodpecker Detective’s Office (Кёсукэ Киндаити)
- Akudama Drive (Маньяк)

2021 год
- The Saint's Magic Power Is Omnipotent (Альберт Хаук)

### Drama CD
- Are you Alice? (Алиса)
- Ai wo Utau yori Ore ni Oborero! (Blaue Rosen) (Руи Кирюин)
- BALETTSTAR (Хориноути Кэйсукэ)
- Code Geass — Lelouch of the Rebellion (Судзаку Куруруги)
- Dogs: Bullets & Carnage (Haine Rammsteiner)
- Dolls (Тодо Усаки)
- Fushigi Yugi Genbu Kaiden (Уруки)
- Hatenkō Yūgi (Альзейд)
- Junjo Romantica (Мисаки Такахаси)
- Kamui (Ацума Хасуми)
- Kirepapa (Сюнсукэ Сакаки)
- Kiss to do-jin! ~Ōjisama wa Karisuma Ōte!?~ (Тору Хикава)
- Kyo Kara Maoh! (Юри Сибуя)
- Love Mode (Рин Такимура)
- Lovely Complex (Отани Ацуси)
- Psycho-Pass (Сёго Макисима)
- Shitsuji-sama no Okiniiri (Кандзава Хакуо)
- Slavers Series (Сюити Курахаси)
- Sono Yubi Dake ga Shitteru (Only the Ring Finger Knows) (Юити Кадзуки)
- Suki na Mono wa Suki Dakara Shouganai (Фута Китамура (начиная с White Flower))
- Switch (Хал Курабаяси)
- Tokyo Yabanjin (Barbarian In Tokyo) (Фубуки Кано)
- Uragiri wa Boku no Namae wo Shitteiru (Betrayal Knows My Name) (Luka Crosszeria)
- V.B.Rose (Юкари Арисака)
- Yabai Kimochi (Desire) (Тору Майки)
- Yellow (Таки)
- Zombie-Loan (Сито Татибана)

### Ввидеоиграх
- .hack//G.U. (Хасэо)
- Berserk and the Band of the Hawk (Гриффит / Фемто)
- Bungo and Alchemist (Мокити Сайто)
- Castlevania: Portrait of Ruin (Джонатан Моррис)
- Code Geass: Lost Colors (Судзаку Куруруги)
- Crisis Core: Final Fantasy VII, Dirge of Cerberus: Final Fantasy VII, Dissidia: Final Fantasy, Kingdom Hearts (Клауд Страйф)
- Danganronpa: Trigger Happy Havoc (Леон Кувата)
- Eternal Sonata (Фугуэ)
- Fate/Grand Order (Мерлин/Артур Пендрагон)
- Full House Kiss (Асаки Ханэкура)
- Galaxy Angel (Красный глаз)
- Harukanaru Toki no Naka de Maihitoyo (PS2) (О но Суэфуми)
- JoJo’s Bizarre Adventure: Golden Wind (Бруно Бучаратти)
- Klonoa Heroes: Legend of the Star Medal (Гантз)
- Kyo Kara Maoh! Oresama Quest (PC) (Юри Сибуя)
- Kyo Kara Maoh! Hajimari no Tabi (PS2) (Юри Сибуя)
- Konjiki no Gash Bell!! (серия) (Киёмару Такаминэ)
- Lovely Complex (Отани Ацуси)
- Rockman X: Command Mission, Rockman X8, Irregular Hunter X (Рокмен Икс)
- Memories Off (#5 The Unfinished Film) (Юсукэ Хина)
- Nana (Рэн Хондзё)
- Namco × Capcom (Гантз и Red Arremer Joker)
- Nioh (Исида Мицунари)
- Orange Honey (Синъя Сираиси)
- Princess Maker 4 (Принц Шарул/Чарльз)
- Shenmue and Shenmue II (Lan Di «Longsun Zhao»)
- Tales of Legendia (Уолтер Делджес)
- The Bouncer (Сион Барзаад)
- Valkyrie of the Battlefield: Gallian Chronicles (PS3) (Faldio Landzaat)
- Virtua Fighter Series (Лэй-Фэй)
- Wartech: Senko no Ronde (Мика Микли)
- Zegapain NOT (Toga Dupe)
- Zegapain XOR (Toga Vital)

### Японский дубляж
- .hack//Liminality (Томонари Касуми)
- .hack//G.U. Trilogy (Хасэо)
- Beat Angel Escalayer (Кёхэй Янасэ)
- Final Fantasy VII: Advent Children (Клауд Страйф)
- Harukanaru Toki no Naka de Maihitoyo (О но Суэфуми)
- Gate Keepers 21 (Сюн Укия)
- Karas (Эко Хосюнин)
- Kirepapa (Сюнсукэ Сакаки)
- Konjiki no Gash Bell!!: Mecha Vulkan no Raishuu (Киёмару Такаминэ)
- Final Fantasy VII: Last Order (Клауд Страйф)
- Shin Getter Robo VS Neo Getter Robo (Го Хитомодзи)
- Switch (Хал Курабаяси)
- Tokyo Marble Chocolate (Юдай)
- Vie Durant (ONA) (Ди)
- Vexille (Рё)
- «Милый козлик и Серый волк» (Милый козлик)
- «Южный парк» (Кайл Брофловски)
- «Чебурашка: Я нашел друга» (Крокодил Гена)